# Quaker Oats
Quaker Oats Company – amerykański producent żywności z siedzibą w Chicago. Quaker Oats powstało w 1901 roku z połączenia czterech młynów zbożowych.
Przedsiębiorstwo zajmuje się głównie produkcją płatków śniadaniowych oraz innych produktów spożywczych i napojów. Od 2001 roku Quaker Oats wchodzi w skład koncernu PepsiCo.